# Urinrør
Urinrøret (uretra), som indgår i urinvejene, er en biologisk kanal som leder urin fra urinblæren til den eksterne urinvejsåbning. Hos begge køn har urinrøret til opgave at lede urin fra urinblæren og ud af kroppen, men hos hankøn fungerer det også som sædleder under udløsning.
Hos pattedyr udmunder hunnens urinrør, i området mellem klitoris og vagina. Hos kvinden er det ca. 4 cm langt. Hos hankøn munder det ud det på det yderste af glans penis. Mandens urinrør er ca. 19-20 cm langt og tredelt: Det prostatiske urinrør går fra urinblæren og gennem prostata. Det membranøse urinrør, den korteste og smalleste del, går fra prostata til den indre ende af penis. Det penile urinrør går gennem svamplegemet i penis og ender på det yderste af glans penis.